# Sacituzumab govitecan
Le sacituzumab govitecan, vendu sous la marque Trodelvy, est un conjugué anticorps-médicament ciblant la protéine Trop-2 et d'inhibiteur de topoisomérase utilisé pour le traitement du cancer du sein  triple négatif métastatique et du cancer urothélial métastatique,,.
Les effets secondaires les plus courants sont les nausées, la neutropénie, la diarrhée, la fatigue, l'anémie, les vomissements, l'alopécie (chute des cheveux), la constipation, une baisse d'appétit, des éruptions cutanées et des douleurs abdominales,,. Un avertissement encadré met en garde le patient sur le risque de neutropénie sévère (taux anormalement bas de globules blancs) et de diarrhée sévère,. Le sacituzumab govitecan peut nuire au développement du fœtus ou du nouveau-né. Il est conseillé aux femmes de ne pas allaiter pendant le traitement et le mois suivant la prise de la dernière dose.
La Food and Drug Administration (FDA) des États-Unis le classe parmi les médicaments de premier ordre.

## Indications thérapeutiques
Le sacituzumab govitecan est indiqué pour traiter :
- des adultes atteints d'un cancer du sein métastatique triple négatif qui ont reçu au moins deux traitements antérieurs pour une maladie métastatique[7] ;
- personnes avec un cancer du sein triple négatif localement avancé ou métastatique (mTNBC) non résécable qui ont reçu au moins deux traitements systémiques antérieurs, au moins un d'entre eux pour une maladie métastatique[5] ;
- pour les personnes atteintes d'un cancer localement avancé ou cancer urothélial métastatique (mUC) ayant déjà reçu une chimiothérapie contenant du platine et soit un récepteur de mort programmée-1 (PD-1) soit un inhibiteur du ligand de mort programmé 1 (PD-L1)[8].

Environ deux diagnostics de cancer du sein sur dix dans le monde sont triples négatifs. Le cancer du sein triple négatif est un type de cancer du sein dont les tests sont négatifs à la fois pour les récepteurs des œstrogènes, les récepteurs de la progestérone et la protéine du récepteur 2 du facteur de croissance épidermique humain (HER2). Par conséquent, le cancer du sein triple négatif ne répond ni aux médicaments d'hormonothérapie ni aux médicaments ciblant HER2.

## Mécanisme d’action
Le sacituzumab govitecan est un conjugué de l'anticorps monoclonal humanisé anti-Trop-2 associé au SN-38, le métabolite actif de l'irinotécan. À chaque anticorps sont attachés en moyenne 7,6 molécules de SN-38.
Le SN-38 est trop toxique pour être administré directement aux patients, mais sa liaison à l'anticorps permet au médicament de cibler spécifiquement les cellules contenant le récepteur Trop-2.[réf. souhaitée]
Ce médicament cible le récepteur Trop-2 qui aide le cancer à se développer, se diviser et se propager. L'anticorps est lié à l'inhibiteur de la topoïsomérase SN-38, un composé chimique toxique pour les cellules cancéreuses.

## Développement
Immunomedics (en) a annoncé en 2013 qu'il avait reçu la désignation accélérée de la Food and Drug Administration (FDA) des États-Unis pour ce composé en tant que traitement potentiel du cancer du poumon non à petites cellules, du cancer du poumon à petites cellules et du cancer du sein métastatique triple négatif. Le statut de médicament orphelin a été accordé pour le cancer du poumon à petites cellules et le cancer du pancréas,.
En février 2016, Immunomedics a annoncé que le sacituzumab govitecan avait reçu une désignation de « traitement révolutionnaire » de la FDA (une classification conçue pour accélérer le développement et l'examen de médicaments destinés, seuls ou en combinaison avec d'autres médicaments, à traiter une maladie grave ou mortelle, maladie ou affection menaçante) pour le traitement des personnes atteintes d'un cancer du sein triple négatif qui ont échoué à au moins deux autres traitements antérieurs pour une maladie métastatique.
Le Trodelvy est accessible en France depuis 2020 dans le cadre d’autorisation temporaire d’utilisation nominative et depuis 2021 dans le cadre d'autorisation d’accès compassionnel. Il est déjà commercialisé aux États-Unis et entre en commercialisation le mois de novembre 2021 en France, pour les patientes de cancer du sein qui ont reçu au moins deux lignes de traitement en situation métastatique sans effet.

### Ressources et notices
- Ressources relatives à la santé :   - DrugBank
  - International Union of Pharmacology